# 위정치
위정치(중국어: 余正麒, 일본어: よ せいき 요 세이키[*], 1995년 6월 19일 ~ 대만)는 일본 관서기원 소속의 바둑 기사다.

## 생애 및 입문
1995년 6월 19일 대만에서 태어난 위정치는 2005년 최연소(10세 3개월)로 대만기원에 입단한 후 2008년까지 활동하다가 2009년 일본으로 도일해 관서기원에 재입단했다.

## 승단 및 입상
- 2005년 대만기원 입단(최연소 기록 10세 3개월)
- 2008년 2단 승단
- 2009년 관서기원 재입단, 관서기원 신인상
- 2011년 2단 승단
- 2012년 3단 승단
- 2013년 제38기 일본 신인왕전 준우승, 7단 승단
- 2014년 제23기 용성전 준우승
- 2015년 제6회 오카게배(おかげ杯) 우승, LG배 8강
- 2016년 제64기 왕좌전 준우승(0-3, 상대 이야마 유타 9단)
- 2017년 제55기 십단전 준우승(1-3, 상대 이야마 유타 9단)
- 2021년 제68기 NHK배 준우승(상대 이치리키 료 9단)
- 2022년 제60기 십단전 준우승(0-3, 상대 쉬자위안 9단)
- 2023년 제71기 왕좌전 준우승(2-3, 상대 이야마 유타 9단)
- 2024년 제79기 혼인보잔 준우승(0-3, 상대 이치리키 료 9단)
- 2025년 제72기 NHK배 우승(상대 이야마 유타 9단)